# Alfred de Rauch
Alfred Antoine „Didi” de Rauch (Varsó, Orosz Birodalom, 1887. június 13. – Párizs, 1985. november 25.) francia Európa-bajnok jégkorongozó, olimpikon.
Először az olimpián az 1920-as nyárin vett részt a francia jégkorongcsapatban. A torna rendezésének mai szemmel több furcsasága is volt. A franciák egyből az elődöntőbe kerültek, ahol kikaptak a svédektől 4–0-ra, így nekik egy mérkőzés után véget is írt az olimpia. Helyezés nélkül a belgákkal együtt utolsóként zárták a tornát.
Az 1924. évi téli olimpiai játékokon visszatért a jégkorongtornára. A francia csapat a B csoportba került. Első mérkőzésükön kikaptak a britektől 15–2-re, majd az amerikaiaktól egy megsemmisítő 22–0-s vereség, végül legyőzték a belgákat 7–5-re. 2 pontjukkal nem jutottak be a négyes döntőbe.
Az utolsó olimpiája az 1928-as téli volt. A franciák az A csoportba kerültek. Az első mérkőzésen megverték a magyarokat 2–0-ra, majd a briteket 3–2-re és végül kikaptak a belgáktól 3–1-re. Csak a rosszabb gólkülönbség miatt nem jutottak be a négyes döntőbe.
A CSH Paris volt a klubcsapata 1921 és 1930 között. 1912-ben és 1922-ben francia bajnok volt.
Az 1923-as jégkorong-Európa-bajnokságon ezüstérmes, az 1924-es jégkorong-Európa-bajnokságon aranyérmes lett.